# 초록물고기
《초록물고기》는 대한민국에서 1997년 2월 7일 개봉한 이창동 감독의 데뷔 영화다. 명계남, 여균동, 문성근 등이 뜻을 모아 설립한 이스트필름의 창립 작품이다.

## 줄거리
막동이(한석규 분)는 이제 막 전역한 26살 청년이다. 배운 것도 특별한 기술도 없지만 돈을 벌어 집안의 가계를 일으키겠다는 포부만은 단단하다. 일산의 고향집으로 향하던 기차 안에서 나이트클럽 여가수 미애(심혜진 분)를 치한들로부터 구해준다. 이를 계기로 그녀의 정부(情夫)인 영등포 조직 우두머리 배태곤(문성근 분)과 끈이 닿게 된 막동이는 그의 수하로 들어간다. 하지만 막동이의 삶은 불운하고 짧다. 그는 배태곤을 위해 살인을 저지르지만 오히려 배태곤에게 살해되고 만다.

## 캐스팅
- 한석규 : 김막동(막동이) 역
- 심혜진 : 미애 역
- 문성근 : 배태곤 역
- 명계남 : 김양길 역
- 김용만 : 박 과장 역
- 이호성 : 큰형 역
- 한선규 : 둘째형 역
- 정진영 : 셋째형 역
- 오지혜 : 순옥 역
- 손영순 : 어머니 역
- 차유경 : 둘째처 역
- 박혜숙 : 셋째처 역
- 송강호 : 판수 역
- 조민철 : 동주 역
- 박남현 : 찬종 역
- 김남호 : 남호 역
- 권성환 : 배태곤부하 역
- 김태중 : 배태곤부하 역
- 민경진 : 지배인 역
- 권태원 : 오 사장 역
- 유연수 : 집사 역
- 이병철 : 양 상무 역
- 황경욱 : 김양길부하 역
- 이승훈 : 김양길부하 역
- 서명석 : 김양길부하 역
- 김덕형 : 김양길부하 역
- 윤해로 : 김양길부하 역
- 이석우 : 김양길부하 역
- 이문식 : 불량배 역
- 조득제 : 불량배 역
- 한재상 : 불량배 역
- 이해식 : 교통경찰 역
- 권진원 : 형사 역
- 윤광희 : 편의점여주인 역
- 정지현 : 캬바레손님 역
- 김동곤 : 샌드위치맨 역
- 서원섭 : 목욕탕 주인 역
- 최민금 : 식당주인 역
- 이정연 : 단람주점여자 역
- 주헌종 : 주차원 역
- 이상현 : 석이 역
- 이소미 : 수정이 역

## 수상
- 제27회 로테르담 국제 영화제 Netpac 특별 언급상
- 제20회 황금촬영상 시상식 촬영상, 최우수 인기남우상, 최우수 인기여우상
- 제17회 한국영화평론가협회상 최우수작품상, 남우주연상, 각본상
- 제33회 백상예술대상 영화부문 작품상, 영화부문 시나리오상, 영화부문 신인감독상, 영화부문 남자 최우수연기상, 영화부문 여자 최우수연기상
- 제35회 대종상 심사위원 특별상, 음악상, 시나리오상, 남우주연상, 여우주연상, 남자인기상, 여자인기상
- 제18회 청룡영화상 최우수작품상, 감독상, 기술상, 남우주연상, 인기스타상